# Raoul Giordan
Raoul Giordan (* 22. Februar 1926 in Nizza; † 18. Januar 2017) war ein französischer Comiczeichner.

## Werdegang
Raoul Giordan begann 1946 als Comiczeichner zu arbeiten. Seine ersten Serien entstanden in Zusammenarbeit mit seinem älteren Bruder Robert Giordan. Mehrere Jahre arbeitete er für den französischen Verlag Artima/Arédit. Mit Meteor realisierte er seine bekannteste Arbeit. Später war er vermehrt als Illustrator und Maler tätig und kehrte erst mit Space Gordon zum Comic zurück.